# FIA GT1 világbajnokság
Az FIA GT1 Világbajnokság egy sportautó világbajnokság amit a SRO Group (Stéphane Ratel Organisation) hozott létre és a versenyeket az FIA felügyeli. Ez a bajnokság nagyobb túraautók számára van kiírva de csak a GT1-es szabályoknak megfelelő autók versenyezhetnek a sorozatban. Az év végén a versenyzők között és a csapatok között avatnak bajnokot.
Az FIA GT1 Világbajnokság 2010-ben indult az FIA GT Bajnokság utódaként. A GT2-es autók számára is írtak ki bajnokságot, méghozzá az FIA GT2 Európa-bajnokságot, de a kevés nevező miatt lefújták a GT2-es Európa-bajnokság 2010-es szezonját.

## Versenyek
Az FIA GT1 Világbajnokság 10 országban rendez versenyt, minden hétvégén két darab 1 órás versenyt lebonyolítva. Az időmérőedzést a Formula–1-hez hasonló módszerrel bonyolítják le. Az első verseny az úgynevezett kvalifikáló verseny ahol csak az első három helyezett kap pontot 8-6-4 sorrendben, az első verseny végeredménye határozza meg a második úgynevezett bajnoki verseny rajtsorrendjét amelynek a végén már a Formula–1-ben is használt pontrendszerrel pontozzák az első tíz helyezettet azaz 25-18-15-12-10-8-6-4-2-1 sorrendben. Mindkét versenyen kötelező egy kiállás ahol pilótacserét és gumicserét hajtanak végre de tankolni tilos.
Maximum hat gyártó vehet részt a bajnokságban és két privát csapatot kötelesek ellátni autóval, motorral, a csapatok minimum egy de maximum két autóval versenyezhetnek a sorozatban. Ennek köszönhetően a sorozatban összesen 24 autó és 48 versenyző van a bajnokságban. A szoros versenyek érdekében az FIA úgynevezett ballasztsúlyokat helyez a legtöbb autóba, hogy az esetleges különbségeket így egyenlítsék ki. Egyedüli gumiszállítóként csak a Michelin szerepel a sorozatban.
Az autók szállítási költségeiért, valamint a személyzet szállításáért az SRO felelős.

## Versenypályák
Az alábbi pályákon rendeznek versenyt: az Egyesült Arab Emirátusokbeli Yas Marina Circuit, az angliai Silverstone Circuit-en a RAC Tourist Trophy versenyt, a cseh Masaryk Circuit pályán, a franciaországi Paul Ricard pályán, a belgiumi Circuit de Spa-Francorchamps pályán a Spa-i 24 órás autóversenyyel egy időben, a németországi Nürburgringen, a portugál Autódromo Internacional do Algarve pályán, a dél-afrikai Durban street circuit nevű utcai pályán, a brazil Autódromo José Carlos Pace pályán és az argentínai Potrero de los Funes Circuitnevű pályán.

## Világbajnokok
| Év   | Versenyzők                       | Csapat                          |
| ---- | -------------------------------- | ------------------------------- |
| 2010 | Michael Bartels Andrea Bertolini | Vitaphone Racing Team           |
| 2011 | Lucas Luhr Michael Krumm         | Hexis AMR                       |
| 2012 | Marc Basseng Markus Winkelhock   | All-Inkl.com Münnich Motorsport |

## Lásd még
- FIA GT2 Európa-bajnokság
- FIA GT3 Európa-bajnokság
- GT4 Európa-kupa

## Egyéb linkek
- FIA GT1 World Championship